# Svarttjärnarna (Älvdalens socken, Dalarna)
Svarttjärnarna är en sjö i Älvdalens kommun i Dalarna och ingår i Dalälvens huvudavrinningsområde.